# McLaren MCL38
Der McLaren MCL38 ist der Formel-1-Rennwagen von McLaren für die Formel-1-Weltmeisterschaft 2024. Er ist der 52. McLaren-Formel-1-Wagen und wurde am 14. Februar 2024 in Woking präsentiert. Er wurde von Lando Norris und Oscar Piastri gefahren.

## Technik und Entwicklung
Wie alle Formel-1-Fahrzeuge des Jahres 2024 ist der McLaren MCL38 ein hinterradangetriebener Monoposto mit einem Monocoque aus kohlenstofffaserverstärktem Kunststoff (CFK). Außer dem Monocoque bestehen auch viele weitere Teile des Fahrzeugs, darunter die Karosserieteile und das Lenkrad, aus CFK. Auch die Bremsscheiben sind aus einem mit Kohlenstofffasern verstärkten Verbundwerkstoff.
Der MCL38 ist das Nachfolgemodell des McLaren MCL60.
Angetrieben wird der MCL38 von einem 1,6-Liter-V6-Motor von Mercedes in der Fahrzeugmitte mit Turbolader sowie einem 120 kW starken Elektromotor; es ist also ein Hybridelektrokraftfahrzeug. Die Kraft überträgt ein sequentielles, mit Schaltwippen betätigtes Achtganggetriebe. Das Fahrzeug hat nur zwei Pedale, ein Gaspedal (rechts) und ein Bremspedal (links). Genau wie viele andere Funktionen wird die Kupplung, die nur beim Anfahren aus dem Stand gebraucht wird, über einen Hebel am Lenkrad bedient.
Das Fahrzeug ist 2000 mm breit, 970 mm hoch und mehr als 5000 mm lang. Das Gewicht beträgt einschließlich Fahrer 798 kg. Der Wagen hat 305 mm breite Vorderreifen und 405 mm breite Hinterreifen des Einheitslieferanten Pirelli auf 18-Zoll-Rädern.
Der MCL38 verfügt, wie alle Formel-1-Fahrzeuge seit 2011, über ein Drag Reduction System (DRS), das durch Flachstellen eines Teils des Heckflügels den Luftwiderstand des Fahrzeugs auf den Geraden verringert, wenn es eingesetzt werden darf. Auch das DRS wird mit einem Schalter am Lenkrad des Wagens aktiviert.
Der MCL38 ist mit dem Halo-System ausgestattet, das einen zusätzlichen Schutz für den Kopf des Fahrers bietet.

## Lackierung und Sponsoring
Die Farbgestaltung des McLaren MCL38 ähnelte weitgehend der des Vorgängers MCL60 sowie dessen Vorgänger MCL36 und ist geprägt vom typischen Papaya-Orange und Karbonfasern (vom Team als Anthrazit bezeichnet). Es gab zwei Änderungen, die von der einmaligen Lackierung des MCL60 inspiriert wurden: der Zunahme der bereits genannten sichtbaren Karbonfasern, die in der sogenannten „Stealth Mode“-Lackierung beim Großen Preis von Singapur verwendet wurden, sowie die Verwendung von Chromelementen wie bei der Sonderlackierung des Großen Preises von Großbritannien. Der MCL38 enthält zudem erstmals keine blauen Elemente mehr, die seit 2018 mit der Einführung des MCL33 genutzt wurden.

Die Sonderlackierung des MCL38 für den Großen Preis von Monaco

McLaren arbeitete erneut mit dem Sponsor Vuse zusammen, um eine Sonderlackierung mit dem Werk eines lokalen Künstlers zu verwenden, in diesem Fall ein Design von MILTZ für den Großen Preis von Japan. Eine zweite Sonderlackierung, dieses Mal in den Farben der brasilianischen Flagge (gelb, grün und blau), wurde für den Großen Preis von Monaco verwendet, um den dreißigsten Todestag von Ayrton Senna zu feiern, der seine drei Weltmeistertitel mit dem Team gewann. Eine dritte, von der „MP4-Ära“ des Teams inspirierte Sonderlackierung mit dem Titel "Legend Reborn", die von OKX gesponsert wurde, wurde für den Großen Preis von Singapur genutzt. Dabei wurde das Anthrazit durch Weiß ersetzt, um an die McLaren-Lackierungen aus den Jahren 1981–86 zu erinnern. Die Chromlackierung von Google Chrome, die zuletzt beim Großen Preis von Großbritannien 2023 verwendet wurde, kehrte für den Großen Preis der USA zurück.

## Fahrer
McLaren trat in der Saison 2024 erneut mit der vorjährigen Fahrerpaarung Lando Norris und Oscar Piastri an. Norris bestritt seine sechste Saison für das Team, Piastri die zweite.

## Ergebnisse

### Vereinfachte Darstellung
| Fahrer           | Nr.              | 1 | 2 | 3 | 4 | 5 | 6  | 7 | 8 | 9 | 10 | 11  | 12 | 13 | 14 | 15 | 16 | 17 | 18 | 19 | 20 | 21 | 22 | 23 | 24 | Punkte | Platz |
| ---------------- | ---------------- | - | - | - | - | - | -- | - | - | - | -- | --- | -- | -- | -- | -- | -- | -- | -- | -- | -- | -- | -- | -- | -- | ------ | ----- |
| Formel-1-WM 2024 | Formel-1-WM 2024 |   |   |   |   |   |    |   |   |   |    |     |    |    |    |    |    |    |    |    |    |    |    |    |    | 666    | 1.    |
| L. Norris        | 4                | 6 | 8 | 3 | 5 | 2 | 1  | 2 | 4 | 2 | 2  | 20* | 3  | 2  | 5  | 1  | 3  | 4  | 1  | 4  | 2  | 6  | 6  | 10 | 1  | 666    | 1.    |
| O. Piastri       | 81               | 8 | 4 | 4 | 8 | 8 | 13 | 4 | 2 | 5 | 7  | 2   | 4  | 1  | 2  | 4  | 2  | 1  | 3  | 5  | 8  | 8  | 7  | 3  | 10 | 666    | 1.    |

| Legende  | Legende            | Legende                                                          |
| Farbe    | Abkürzung          | Bedeutung                                                        |
| -------- | ------------------ | ---------------------------------------------------------------- |
| Gold     | –                  | Sieg                                                             |
| Silber   | –                  | 2. Platz                                                         |
| Bronze   | –                  | 3. Platz                                                         |
| Grün     | –                  | Platzierung in den Punkten                                       |
| Blau     | –                  | Klassifiziert außerhalb der Punkteränge                          |
| Violett  | DNF                | Rennen nicht beendet (did not finish)                            |
| Violett  | NC                 | nicht klassifiziert (not classified)                             |
| Rot      | DNQ                | nicht qualifiziert (did not qualify)                             |
| Rot      | DNPQ               | in Vorqualifikation gescheitert (did not pre-qualify)            |
| Schwarz  | DSQ                | disqualifiziert (disqualified)                                   |
| Weiß     | DNS                | nicht am Start (did not start)                                   |
| Weiß     | WD                 | zurückgezogen (withdrawn)                                        |
| Hellblau | PO                 | nur am Training teilgenommen (practiced only)                    |
| Hellblau | TD                 | Freitags-Testfahrer (test driver)                                |
| ohne     | DNP                | nicht am Training teilgenommen (did not practice)                |
| ohne     | INJ                | verletzt oder krank (injured)                                    |
| ohne     | EX                 | ausgeschlossen (excluded)                                        |
| ohne     | DNA                | nicht erschienen (did not arrive)                                |
| ohne     | C                  | Rennen abgesagt (cancelled)                                      |
| ohne     | keine WM-Teilnahme |                                                                  |
| sonstige | P/fett             | Pole-Position                                                    |
| sonstige | 1/2/3/4/5/6/7/8    | Punktplatzierung im Sprint-/Qualifikationsrennen                 |
| sonstige | SR/kursiv          | Schnellste Rennrunde                                             |
| sonstige | *                  | nicht im Ziel, aufgrund der zurückgelegten Distanz aber gewertet |
| sonstige | ()                 | Streichresultate                                                 |
| sonstige | unterstrichen      | Führender in der Gesamtwertung                                   |

### Detaillierte Darstellung inkl. Sprintrennen (SPR) und Hauptrennen (HAU)
| Pos                             | Fahrer     | Nr. | 1   | 2   | 3   | 4   | 4   | 5   | 6   | 7   | 8   | 9 | 10 | 10 | 11 | 12   | 13 | 13 | 14 | 15 | 16 | 17 | 18 | 18 | 19 | 19 | 20 | 21 | 21 | 22 | 23 | 24 | Punkte |
| ------------------------------- | ---------- | --- | --- | --- | --- | --- | --- | --- | --- | --- | --- | - | -- | -- | -- | ---- | -- | -- | -- | -- | -- | -- | -- | -- | -- | -- | -- | -- | -- | -- | -- | -- | ------ |
| Formel-1 Weltmeisterschaft 2024 |            |     |     |     |     |     |     |     |     |     |     |   |    |    |    |      |    |    |    |    |    |    |    |    |    |    |    |    |    |    |    |    |        |
| SPR                             | HAU        | SPR | HAU | SPR | HAU | SPR | HAU | SPR | HAU | SPR | HAU |   |    |    |    |      |    |    |    |    |    |    |    |    |    |    |    |    |    |    |    |    |        |
| 2.                              | L. Norris  | 4   | 6   | 8   | 3   | 5   | 6   | 2   | DNF | 1   | 2   | 4 | 2  | 2  | 3  | *20* | 3  | 2  | 5  | 1  | 3  | 4  | 1  | 3  | 4  | 2  | 1  | 6  | 6  | 2  | 10 | 1  | 374    |
| 4.                              | O. Piastri | 81  | 8   | 4   | 4   | 8   | 7   | 8   | 6   | 13  | 4   | 2 | 5  | 7  | 2  | 2    | 4  | 1  | 2  | 4  | 2  | 1  | 3  | 10 | 5  | 8  | 2  | 8  | 7  | 1  | 3  | 10 | 292    |

| Legende  | Legende            | Legende                                                          |
| Farbe    | Abkürzung          | Bedeutung                                                        |
| -------- | ------------------ | ---------------------------------------------------------------- |
| Gold     | –                  | Sieg                                                             |
| Silber   | –                  | 2. Platz                                                         |
| Bronze   | –                  | 3. Platz                                                         |
| Grün     | –                  | Platzierung in den Punkten                                       |
| Blau     | –                  | Klassifiziert außerhalb der Punkteränge                          |
| Violett  | DNF                | Rennen nicht beendet (did not finish)                            |
| Violett  | NC                 | nicht klassifiziert (not classified)                             |
| Rot      | DNQ                | nicht qualifiziert (did not qualify)                             |
| Rot      | DNPQ               | in Vorqualifikation gescheitert (did not pre-qualify)            |
| Schwarz  | DSQ                | disqualifiziert (disqualified)                                   |
| Weiß     | DNS                | nicht am Start (did not start)                                   |
| Weiß     | WD                 | zurückgezogen (withdrawn)                                        |
| Hellblau | PO                 | nur am Training teilgenommen (practiced only)                    |
| Hellblau | TD                 | Freitags-Testfahrer (test driver)                                |
| ohne     | DNP                | nicht am Training teilgenommen (did not practice)                |
| ohne     | INJ                | verletzt oder krank (injured)                                    |
| ohne     | EX                 | ausgeschlossen (excluded)                                        |
| ohne     | DNA                | nicht erschienen (did not arrive)                                |
| ohne     | C                  | Rennen abgesagt (cancelled)                                      |
| ohne     | keine WM-Teilnahme |                                                                  |
| sonstige | P/fett             | Pole-Position                                                    |
| sonstige | 1/2/3/4/5/6/7/8    | Punktplatzierung im Sprint-/Qualifikationsrennen                 |
| sonstige | SR/kursiv          | Schnellste Rennrunde                                             |
| sonstige | *                  | nicht im Ziel, aufgrund der zurückgelegten Distanz aber gewertet |
| sonstige | ()                 | Streichresultate                                                 |
| sonstige | unterstrichen      | Führender in der Gesamtwertung                                   |